# How to Train Your Dragon (jogo eletrônico)
How to Train Your Dragon (em francês:  Dragons) é um jogo de ação e aventura baseado no filme de mesmo nome. Foi desenvolvido pela Étranges Libellules e publicado pela Activision em 23 de março de 2010, para Wii, Xbox 360, PlayStation 3 e Nintendo DS. O jogo permite que os jogadores criem seus próprios dragões e passem por uma série de níveis, ou lutem entre amigos. Recebeu críticas geralmente mistas dos críticos.

## Jogabilidade e premissa
O jogo se passa um ano após o final do filme. Após derrotar a Morte Vermelha, como forma de celebração, a Tribo criou um festival que eles chamam de "Quinta-feira do Dia de Thor". Neste festival, os vikings sempre realizam um torneio de dragões e todos os adolescentes são encorajados a participar com os dragões que eles treinaram. Os jogadores podem jogar como Astrid ou Soluço, os principais personagens humanos do filme. (Embora Soluço tenha sua perna, ele a perdeu no filme.) Antes de entrar no torneio real, os jogadores devem usar os campos de treinamento para treinar seu dragão para lutar. Após entrar no torneio, eles devem derrotar todos os outros oponentes e, eventualmente, vencer o torneio de dragões (derrotando Snotlout Jorgenson) e ser nomeado campeão domador de dragões. O jogador pode criar e personalizar seu próprio dragão na toca do dragão, onde também cuida dos dragões, alimentando-os com comida que os jogadores encontraram por toda Berk, o cenário da série.[carece de fontes?]
Após terminar as lutas de dragões, os jogadores têm que ajudar Gobber a reunir ingredientes para comida para os dragões. Os ingredientes estão todos localizados na Zona Selvagem. Para desbloquear a Zona Selvagem, o jogador deve ajudar um Viking faz-tudo a consertar a ponte que conecta à Zona Selvagem navegando por Berk, pegando ferramentas emprestadas de outros Vikings. Na Zona Selvagem, o jogador também pode entrar em cavernas e completar minijogos com seu dragão.
O jogo também tem recursos online.

## Recepção
O jogo recebeu críticas geralmente mistas ou médias no Metacritic, a versão Xbox 360 recebeu uma pontuação de 58 em 100. A Gaming Trend deu a análise "Da minha perspectiva, este título falha em encontrar seu público – ele não entrega conteúdo suficiente para crianças mais velhas, e o fator de frustração é muito alto para crianças mais novas. Eu diria que você pode pegar este quando a Toys R' Us fizer sua próxima promoção 2 por 1, mas eu teria dificuldade em recomendá-lo pelo preço de varejo total." A IGN deu às versões para PlayStation 3 e Xbox 360 uma pontuação de 4,6.